# Lee Keun-ho
Lee Keun-ho (kor. 이근호, Hancha 李根鎬, ur. 11 kwietnia 1985 w Inczonie) – koreański piłkarz występujący na pozycji skrzydłowego pomocnika lub napastnika. Obecnie zawodnik Júbilo Iwata.

## Kariera sportowa
Był wybrany do koreańskiej kadry na Puchar Azji 2007. Drużyna narodowa zajęła tam 3. miejsce. Regularnie grał w koreańskiej drużynie do lat 23. Wraz z tą kadrą wystąpił na olimpiadzie w Pekinie. Koreańczycy nie wyszli z grupy.
29 czerwca 2007 zadebiutował w seniorskiej reprezentacji meczem z Iranem. Wszedł w drugiej połowie jako zmiennik. W tym samym spotkaniu zaliczył pierwsze trafienie dla reprezentacji. Asystującym był Lee Chun-soo.
11 października 2008 zdobył 2 bramki w meczu towarzyskim przeciwko Uzbekistanowi. Spotkanie zakończyło się zwycięstwem Korei 3-0.
4 dni później w meczu eliminacji Mistrzostw Świata 2010 ze Zjednoczonymi Emiratami Arabskimi dołożył do swojego dorobku kolejne 2 trafienia. Mecz zakończył się pewną wygraną gospodarzy 4-1.
Kolejne trafienie w eliminacjach Mistrzostw Świata 2010 zaliczył w wyjazdowym zwycięstwie nad Arabią Saudyjską 0-2.
W grudniu 2008 wygasł jego kontrakt z Daegu FC, co oznaczało, że stał się wolnym graczem. Kilka klubów z całego świata wyraziło zainteresowanie nabyciem Lee. Blackburn Rovers zaproponowało mu okres próbny, ale nie zdecydował się na wyjazd do Anglii. Po raz kolejny Blackburn wyraziło chęć kupna Lee w lutym 2009.
W kwietniu 2009 podpisał dziewięciomiesięczny kontrakt z Júbilo Iwata.

## Gole dla reprezentacji
| # | Data                 | Miejsce                             | Przeciwnik                   | Gol | Wynik | Mecz                              |
| - | -------------------- | ----------------------------------- | ---------------------------- | --- | ----- | --------------------------------- |
| 1 | 29 marca 2007        | Seogwipo, Korea Południowa          | Irak                         | 3-0 | 3-0   | Mecz towarzyski                   |
| 2 | 11 października 2008 | Suwon, Korea Południowa             | Uzbekistan                   | 2-0 | 3-0   | Mecz towarzyski                   |
| 3 | 11 października 2008 | Suwon, Korea Południowa             | Uzbekistan                   | 3-0 | 3-0   | Mecz towarzyski                   |
| 4 | 15 października 2008 | Seul, Korea Południowa              | Zjednoczone Emiraty Arabskie | 1-0 | 4-1   | Eliminacje Mistrzostw Świata 2010 |
| 5 | 15 października 2008 | Seul, Korea Południowa              | Zjednoczone Emiraty Arabskie | 3-1 | 4-1   | Eliminacje Mistrzostw Świata 2010 |
| 6 | 19 listopada 2008    | Rijad, Arabia Saudyjska             | Arabia Saudyjska             | 1-0 | 2-0   | Eliminacje Mistrzostw Świata 2010 |
| 7 | 4 lutego 2009        | Dubaj, Zjednoczone Emiraty Arabskie | Bahrajn                      | 2-2 | 2-2   | Mecz towarzyski                   |
| 8 | 28 marca 2009        | Suwon, Korea Południowa             | Irak                         | 2-1 | 2-1   | Mecz towarzyski                   |